# Ismenias
Ismenias (gr. Ἰσμηνίας) – polityk tebański żyjący w IV w. p.n.e. Przez Platona był podawany jako przykład człowieka, który dorobił się przypadkowo w krótkim czasie. W 382 r. p.n.e. został skazany na śmierć przez Spartan za udział w perskim spisku.